# Stefan Solonar
Stefan Solonar (* 9. April 1956 in der Moldauischen SSR) ist ein deutscher Schachspieler und -trainer.

## Leben
Bei der Jugendmeisterschaft der UdSSR Anfang 1973 in Kischinjow belegte Solonar einen der hinteren Plätze. Im nächsten Jahr gewann er mit Kolchosnikul (Anatoli Lutikow und weitere Spieler) das II. All-Union Turnier der Landsportler in Dnepropetrowsk, dabei zeigte er das beste Resultat am Jugendbrett. In den 1970er und frühen 1980er Jahren nahm er an einigen weiteren Turnieren teil, kam aber nicht auf das Niveau der besten moldauischen Spieler wie Boris Newednitschi, Nikolai Popow oder Boris Itkis. Dies änderte sich mit der Wende in der Sowjetunion, als er die Gelegenheit bekam, an internationalen Wettbewerben teilzunehmen. Seit 1993 trägt er den Titel eines Internationalen Meisters. In den 1990er Jahren siedelte er nach Deutschland über und wechselte 2000 vom Moldauischen Schachverband zum Deutschen Schachbund.
1997 belegte Solonar den sechsten Platz beim 1. Neckar-Open in Deizisau. Im selben Jahr wurde er Vierter, punktgleich mit dem Sieger Wjatscheslaw Ikonnikow, beim Open anlässlich des 75-jährigen Jubiläums der SG Baden-Baden. Beim Begleit-Open zur 7. Weltmeisterschaft der Senioren und Seniorinnen im November 1997 in Bad Wildbad, das Normunds Miezis gewann, belegte er den vierten Platz. Ebenfalls Vierter, mit dem erstplatzierten Leonid Vološin nach Punkten gleich, war er beim 5. Karl-Mala-Gedenkturnier 2001 in Frankfurt-Griesheim. Im Oktober 2001 holte er sich mit 5 Punkten aus 5 den Turniersieg beim Erlanger Schachschule-Open. 2002 in Frankfurt am Main und 2005 in Bad Homburg vor der Höhe gewann er das Rhein-Main-Open. 2003 teilte er den ersten Platz mit Bogdan Grabarczyk beim 3. Griesheimer IM-Turnier. Im nächsten Jahr wurde er Hessischer Einzelmeister in Mörlenbach, 2007 Vizemeister nach Arno Zude in Erlensee. Vereinsschach spielte er für die FTG Frankfurt, die VSG 1880 Offenbach und den SC Heusenstamm.
Er ist als Schachlehrer an verschiedenen Bildungseinrichtungen tätig. Als Trainer hatte er bereits in der Moldauischen SSR einige Erfolge zu verzeichnen, etwa der Sieg der Kischinjower Jugend beim All-Union Turnier 1983 in Petrosawodsk. 1987 schloss er ein Studium an der Höheren Trainerschule in Moskau ab. Zu seinen ehemaligen Schülern zählen unter anderem Irina Ionescu-Brandis und Hagen Poetsch.